# Денисенко Артем В'ячеславович
Артем В'ячеславович Денисенко (біл. Арцём Вячаслававіч Дзенісенка, нар. 12 квітня 1999, Мінськ, Білорусь) — білоруський футболіст, воротар клубу «Динамо-Берестя».

## Життєпис
Вихованець брестейського «Динамо». У 2016 році почав виступати за дублюючий склад команди. В основному складі команди провів одну гру — 29 липня 2018 року в матчі Кубку Білорусі проти «Клечеська» (2:2, по пенальті 2:0).
Влітку 2019 року перейшов до іншого клубу з Берестя — «Руху». У січні 2020 року підписав повноцінний контракт з клубом. У чемпіонаті Білорусі дебютував 2 серпня 2020 року в матчі проти «Мінська» (1:0).

## Досягнення
«Динамо-Берестя»
- Суперкубок Білорусі
  -  Володар (1): 2019